# 沈音燈
沈音燈（韓語：심으뜸，1990年5月23日—）出生於大韓民國京畿道水原市，是一位模特兒、皮拉提斯健身教練，以及擁有超過百萬訂閱戶的YouTuber，因為參與Netflix節目《體能之巔：百人大挑戰》，因而受人矚目。

## 生平
父親是沈在益（심재익）、母親是白勝子（백승자），沈音燈家中排行老二，還有一位姐姐沈智惠（심지혜）、雙胞胎妹妹沈雅凜（심아름），自小就對於運動感到興趣，因此就讀同德女子大學體育系畢業，2012年因為前往美國加州舊金山出遊，因為開車的姐姐精神不濟因而發生嚴重車禍，造成沈音燈腦出血、肺部挫傷和手指骨折，因此意識到身體健康的重要，在癒後治療的過程，除了復健治療以外，沈音燈也加入皮拉提斯訓練，自此開始走上運動生涯的發展，還有參加健美運動比賽。。

### 教練資格
- 體育執導員二級教練
- Peak Pilates國際皮拉提斯教練1級，2級，3級執照

### 健美運動
- 2014年：WBC Figure/ Sports model下半年度：冠軍[3][4]
- 2014年：Grand Prix 2014 Muscle Mania figure：亞軍
- 2015年：Nava Korea Sports Model 組別：冠軍
- 2015年：Nava Korea Athletic 亞軍
- 2015年：Nava Korea Sports 比基尼組別：冠軍
- 2016年：Nava Korea Sports Model 組別：冠軍
- 2017年：Influence Asia Health&Fitness 組別：冠軍

### 出版品
- 2016年：亞東日報《比基尼飲食》（비키니 다이어트）[5]
- 2021年：茶山圖書《頂級健身》（으뜸체력）[6]
- 2021年：《2021 沈氏體育教練二級健美實戰/口試指南》（심으뜸의 스포츠지도사 2급 보디빌딩 실기/구술 합격 가이드）[4]

### 實境節目
- 2023年：《體能之巔：百人大挑戰》[7]

## 外部連結
- 沈音燈的Instagram帳戶
- YouTube上的沈音燈頻道
- 沈音燈的Facebook專頁